# Les Voix du Gaou
Les Voix du Gaou était un festival musical se déroulant tous les ans, à la mi-juillet, depuis 1997 sur la presqu'île du Gaou, au large de la commune de Six-Fours-les-Plages : Le Brusc.

## Histoire
Pour sa première édition, il avait accueilli 15 000 spectateurs. 
Géré par la municipalité au départ, la société de production Sud Concerts prend le relais en 2008. C'est aussi à partir de l'édition de 2010 que le festival devient écologique : verres de la buvette consignés, mise en place du tri sélectif, encouragement au covoiturage, moins consommateur d'énergie, le festival une fois terminé nettoie le Gaou pour laisser l'endroit propre[réf. nécessaire].
En 2006, le festival attire 50 000 spectateurs.

## Budget et fonctionnement
En 2005, le coût de la programmation est estimé à 1,3 million d'euros. Le festival dépense notamment 220 000 € pour l'unique concert de Coldplay en France.
En 2006, le budget est de 1,55 million d'euros. 
Ce festival est suspendu depuis 2015 car il n'est plus viable économiquement à la suite d'une baisse de subvention de l'état,.

## Programmation et scènes
En 2005 et 2006, le festival contient deux scènes dont une de 8 000 places et une de 1 000 places.

### 2012
16-28 juillet
Gossip, Band of Skulls, Mina May, Two Door Cinema Club, The Rapture, Hyphen Hyphen, Sting, TD Lind, Loud Cloud, Alborosie & Shengen Clan feat. Ikaya, Lee Perry & The Robotiks et Macka B & The Roots Ragga Band, LMFAO, Jean-Roch, Shaka Ponk, Asaf Avidan, S6X, Beat Assailant, Bernhoft, Deluxe, Brigitte, Irma, Isaya, Anaïs, Arthur H, Andromakers, Ben Harper, Hannah

### 2010
Phoenix, Metronomy, The Babyshambles, Skip The Use.

### 2008
15-26 juillet
Ben Harper, Micky Green, Mademoiselle K, Catherine Ringer, Camille, BB Brunes, Cali, AaRON

Tiken Jah Fakoly, Nneka, Morcheeba, Cocorosie, Justice, The Dø, Birdy Nam Nam, Asa

### 2006
18-29 juillet
Jamiroquai, Massive Attack, Afrika Bambaataa, Pixies, Rinôçérôse, Toots and the Maytals, Max Romeo, Seeed, The John Butler Trio, Philippe Katerine, Émilie Simon, Yann Tiersen, Dominique A, Raphael, Louise Attaque, Bénabar, Davy Sicard, Maceo Parker, Diam's, Guru
Jehro, Archive, DJ Muggs, GZA, Futureheads, Les Ogres de Barback

### 2005
14-29 juillet
Coldplay, The Chemical Brothers, Iggy Pop, The Stooges, Mano Solo, Les Choristes, George Clinton, Steel Pulse, Zazie, Calogero, Richard Ashcroft, Death in Vegas, LCD Soundsystem, Rubin Steiner, Ghinzu...

### 1999
15-26 juillet
I Muvrini, Zazie, Jack de Marseille, Calvin Russell, Aïoli, Ray Charles, Zucchero...